# La Capelle-lès-Boulogne
La Capelle-lès-Boulogne település Franciaországban, Pas-de-Calais megyében. Lakosainak száma 1571 fő (2022. január 1.). La Capelle-lès-Boulogne Conteville-lès-Boulogne, Baincthun, Bellebrune, Belle-et-Houllefort, Pernes-lès-Boulogne és Saint-Martin-Boulogne községekkel határos.

## Népesség
A település népességének változása:
| Lakosok száma | 1557 | 1579 | 1642 | 1629 | 1619 | 1616 | 1610 | 1590 | 1571 |
|               | 2013 | 2015 | 2016 | 2017 | 2018 | 2019 | 2020 | 2021 | 2022 |